# 서프로이센
서프로이센(독일어: Westpreußen 베스트프로이센[*], 폴란드어: Prusy Zachodnie 프루시 자호드니에[*])은 옛 프로이센의 주 중 하나로, 주도는 단치히였다. 18세기 폴란드 분할 때 프로이센령이 되었으나, 제1차 세계 대전 후 대부분의 땅이 폴란드로 넘어가 폴란드 회랑과 단치히 자유시를 구성하게 되었다. 반면 일부는 바이마르 공화국으로 넘어가 독일 땅으로 존속했다. 나치 독일 시기에는 단치히를 중심지로 하는 서프로이센 제국 대관구의 일부로 편입되었다가, 제2차 세계 대전 이후 나치 독일이 패망하면서 서프로이센 전역이 폴란드 땅이 되어, 지금은 폴란드 서포모제주와 포모제주에 속해 있다. 면적은 제1차 세계 대전 이전에 약 2만 5535km2, 인구는 1905년 당시 164만이었다. 당시 주민의 2/3은 독일인, 나머지는 폴란드인과 카슈브인이었다.

베스트프로이센 주의 언어 구성

베스트프로이센의 하부 행정 구역

재통일된 독일 정부가 오스트프로이센과 더불어 영유권 주장을 포기한 지역이다.

## 같이 보기
- 오스트프로이센
- 호엔촐레른 왕가